# Jermaine Dupri
Jermaine Dupri (23 septembrie 1972) este un rapper și producător muzical american.